# Kim Kyung-tae
Kyung-tae Kim (2 september 1986) is een golfprofessional uit Korea. In de internationale golfwereld wordt hij KT Kim genoemd.

## Amateur
Kim had een topjaar in 2006. Hij speelde op de Aziatische Spelen in het golfteam, dat op de Doha Golf Club de gouden medaille haalde mede door zijn goede score. Verder won hij twee internationale amateurtoernooien en twee professionaltoernooien.

### Gewonnen
- 2006: Aziatische Spelen (team en individueel), Koreaans Amateur, Japans Amateur, Samsung Benest Open in Korea (als amateur), Pocari Enerzen Open (als amateur).

## Professional
Als dank voor zijn geweldige prestaties heeft de regering hem eind 2006 vrijgesteld van militaire dienst, waarna hij meteen professional werd. Kim speelt sinds 2007 op de Aziatische PGA Tour. Zijn eerste toernooi was de Johnnie Walker Classic, waar hij vier rondes speelde. Een maand later behaalde hij zijn eerste nationale overwinning.
In 2011 speelde hij elf toernooien op de Japan Golf Tour en eindigde tien keer in de top 20. Hij speelde alle vier Majors en miste alleen de cut bij het Brits Open.
In 2013 stond hij na ronde 3 aan de leiding van het Kolon Korea Open. Tijdens de vierde ronde werd hij op hole 17 benaderd door een referee. Hij stond nog steeds aan de leiding, maar zijn voorsprong was van 4 naar 2 slagen gezakt. De referee nam hem apart en zei dat hij op hole 13 twee strafslagen had opgelopen omdat hij in een hindernis zijn club op de grond had gezet. Op de televisiebeelden was dit aangetoond. Sung-hoon Kang won het toernooi, Kim deelde de tweede plaats met onder meer Rory McIlroy.

### Gewonnen
Aziatische Tour
- 2007: GS Caltex Maekyung Open, Korea

Japan Golf Tour
- 2010: Diamond Cup Golf, Japan Open, Mynavi ABC Championship
- 2011: Invitational Sega Sammy Cup.
- 2012: Fujisankei Classic

#### Elders
Koreaanse Tour
- 2007: SBS Tomatobank Open
- 2013: Dongchon The 56th KPGA Championship

OneAsia Tour
- 2011: GS Caltex Maekyung Open
- 2015: Singha Corporation Thailand Open

### Teams
- World Cup of Golf: 2008
- Royal Trophy: 2011
- Presidents Cup: 2011